# Juan Cruz (wielrenner)
Juan Carlos Cruz Muñoz (Ramiriquí, 17 juli 1994) is een Colombiaans wielrenner die anno 2016 rijdt voor Boyacá Raza de Campeones.

## Carrière
In 2016 nam Cruz deel aan de Trofeo Joaquim Agostinho, waar hij tiende werd in het jongerenklassement. Vier dagen later stond hij aan de start van de Ronde van Portugal van de Toekomst. Hier werd hij veertiende in de derde etappe, waarna zijn ploeggenoten Miguel Flórez en Roller Diagama de volgende twee etappes wonnen. Een andere ploeggenoot, Wilson Rodríguez, won het eindklassement, terwijl Cruz met een achterstand van twaalf punten op Robinson Ortega – ook een ploeggenoot – zevende werd in het bergklassement.

## Ploegen
- 2016 –  Boyacá Raza de Campeones

Bothia · Chaparro · Cruz · Cubides · Diagama · Flórez · García · Gómez · Mancipe · Ochoa · Ortega · C.Parra · H.Parra · M.Rodríguez · W.Rodríguez · Romero